# Scutellaréine
La scutellaréine est un composé de la famille des flavones, naturellement présent dans la scutellaire (Scutellaria lateriflora). On la trouve aussi dans l'orthosiphon (Orthosiphon aristatus)  et  le plantain (Plantago lanceolata).

## Glycosides
La scutellarine (Scutellaréine-7-glucuronide) peut être transformée par hydrolyse en scutellaréine.